# Sylvain Remy
Sylvain Remy (ur. 15 listopada 1980) – beniński piłkarz grający na pozycji obrońcy.

## Kariera klubowa
W swojej karierze piłkarskiej Remy występował między innymi we francuskim klubie Clermont Foot.

## Kariera reprezentacyjna
W reprezentacji Beninu Remy zadebiutował w 2003 roku. W 2004 roku został powołany do kadry na Puchar Narodów Afryki 2004. Tam rozegrał 2 spotkania: z Marokiem (0:4) i z Nigerią (1:2).